# Ільїнська Слобода
Ільїнська Слобода (рос. Ильинская Слобода) — село у Можайському районі Московської області Російської Федерації

## Розташування
Село Ільїнська Слобода входить до складу міського поселення Можайськ, воно розташовано на північ від Можайська. Село розташовано посеред вигину, який утворює річка Москва. Найближчий населений пункт Ісавици. Найближча залізнична станція Можайськ.

## Населення
Станом на 2006 рік у селі проживало 92 особи, а в 2010 — 96 осіб.

## Пам'ятки архітектури
У селі знаходиться пам'ятка історії місцевого значення -церква Ільї Пророка збудована у 1852 та 1902 році.